# Мир без солнца
«Мир без солнца» (фр. Le Monde sans soleil) — французский документальный фильм 1964 года, снятый Жаком-Ивом Кусто. Это его вторая лента, которая удостоилась премии «Оскар» как лучший документальный полнометражный фильм. Первым был фильм «В мире безмолвия» 1956 года.

## Содержание
Фильм начинается с кадров, на которых из тёмной водной толщи появляется двухместный глубоководный обитаемый аппарат «Дениза» («ныряющее блюдце»). Судно, передвигающееся за счёт водомётных движителей, вплывает в специальный ангар. Голос за кадром сообщает: «Впервые в истории подводная лодка помещается на подводной базе». При помощи четырёхтонной лебёдки подлодка вытягивается на воздух, удерживаемый стальной оболочкой ангара. Рядом с ним на дне моря располагается основная база научной станции «Континентальный шельф 2», или «Коншельф-2». В этом пятикомнатном подводном жилище обосновались около десятка океанавтов, которые приняли участие в историческом эксперименте по изучению континентального шельфа. Эти люди будут жить и работать под водой в течение месяца. Таким образом, фильм представляет собой хронику этого эксперимента.

## Критика
В подавляющем большинстве рецензии на фильм были положительными. Однако присутствовали и такие отклики, в которых режиссёру вменяли в вину использование поддельных кадров. В частности, рецензент The New York Times Босли Кроутер подверг сомнению документальность некоторых эпизодов, например, выход людей из батискафа в атмосферный пузырь, образовавшийся в глубоководной пещере, хотя обычно в таких пещерах газовая среда не пригодна для дыхания.

## Награды
- Национальный совет кинокритиков США 1964 — лучший иностранный фильм[2]
- Оскар 1965 — лучший документальный фильм[3]